# Strachocin-Swojczyce-Wojnów
Strachocin-Swojczyce-Wojnów – osiedle administracyjne Wrocławia utworzone na terenie byłej dzielnicy Psie Pole.
Osiedle Strachocin-Swojczyce-Wojnów powstało na mocy uchwały Rady Miejskiej Wrocławia XX/110/91 wprowadzającej nowy system podziału administracyjnego Wrocławia, gdzie osiedla zastąpiły funkcjonujące do tej pory dzielnice. Osiedle obejmuje obszar dawnych wsi: Swojczyce i Strachocin przyłączonych do miasta w 1 kwietnia 1928 roku, Wojnowa przyłączonego 1 stycznia 1951r. oraz dawnej osady Popiele. 
Osiedle sąsiaduje z Kowalami i osiedlem Psie Pole-Zawidawie, od którego oddzielone jest rzeką Widawą, osiedla Wielkiej Wyspy i Księże oddzielone są  doliną Odry i kanałem nawigacyjnym. Pozostała część granic osiedla jest jednocześnie administracyjną granicą miasta.